# Biographisches Lexikon der Münzmeister und Wardeine, Stempelschneider und Medailleure
Das Biographische Lexikon der Münzmeister und Wardeine, Stempelschneider und Medailleure (MMLO) mit dem Zusatz „von der Renaissance bis zur Gegenwart“ ist ein Online-Nachschlagewerk mit Biographien zu Personen, die  beruflich Münzen und Medaillen herstellten oder herstellen.
Herausgeber des Werkes ist der Numismatiker und Historiker Gerhard Schön. Die zugrunde liegende Datenbank ist öffentlich zugänglich und wird auf der Seite der Universität München bereitgestellt.